# Batracomorphus iris
Batracomorphus iris är en insektsart som beskrevs av Knight 1983. Batracomorphus iris ingår i släktet Batracomorphus och familjen dvärgstritar. Inga underarter finns listade i Catalogue of Life.